# Tapeinosperma colnettianum
Tapeinosperma colnettianum är en viveväxtart som beskrevs av André Guillaumin. Tapeinosperma colnettianum ingår i släktet Tapeinosperma och familjen viveväxter. Inga underarter finns listade i Catalogue of Life.